# Stray Kids
Stray Kids (tiếng Hàn: 스트레이 키즈; RR: Seuteurei Kijeu; viết tắt: SKZ) là một nhóm nhạc nam Hàn Quốc được thành lập bởi JYP Entertainment thông qua chương trình truyền hình thực tế cùng tên. Nhóm hiện gồm 8 thành viên Bang Chan, Lee Know, Changbin, Hyunjin, HAN, Felix, Seungmin và I.N.

## Lịch sử hoạt động

### Trước khi ra mắt: Thành lập và chương trình thực tếStray Kids
Tháng 8 năm 2017, JYP Entertainment chính thức công bố sẽ thông qua một chương trình truyền hình thực tế để ra mắt nhóm nhạc nam mới. Ngày 21 tháng 9, công ty đã tiết lộ tên của chương trình - Stray Kids - cùng với logo và kênh truyền thông xã hội. Vài ngày sau, một đoạn video âm nhạc mang tên "Hellevator" được phát hành. Các hình ảnh teaser của 9 thành viên cũng được công bố sau đó. Chương trình bắt đầu phát sóng vào ngày 17 tháng 10 năm 2017 và kết thúc với 9 thành viên đều được ra mắt.
Ngày 8 tháng 1, Stray Kids đã chính thức phát hành đĩa mở rộng Mixtape bao gồm 7 bài hát mà nhóm đã biểu diễn trong chương trình và được đồng sáng tác bởi các thành viên. MV của ca khúc "Grrr Law of Total Madness"  cũng được phát hành cùng ngày, trong khi video thực hiện vũ đạo cho ca khúc "Young Wings" được phát hành trong một tuần sau đó. Mixtape đã giành được vị trí thứ hai trên bảng xếp hạng album của Gaon và Billboard.

### 2018: Ra mắt vớiI Am Not, comeback vớiI Am WhovàI Am You

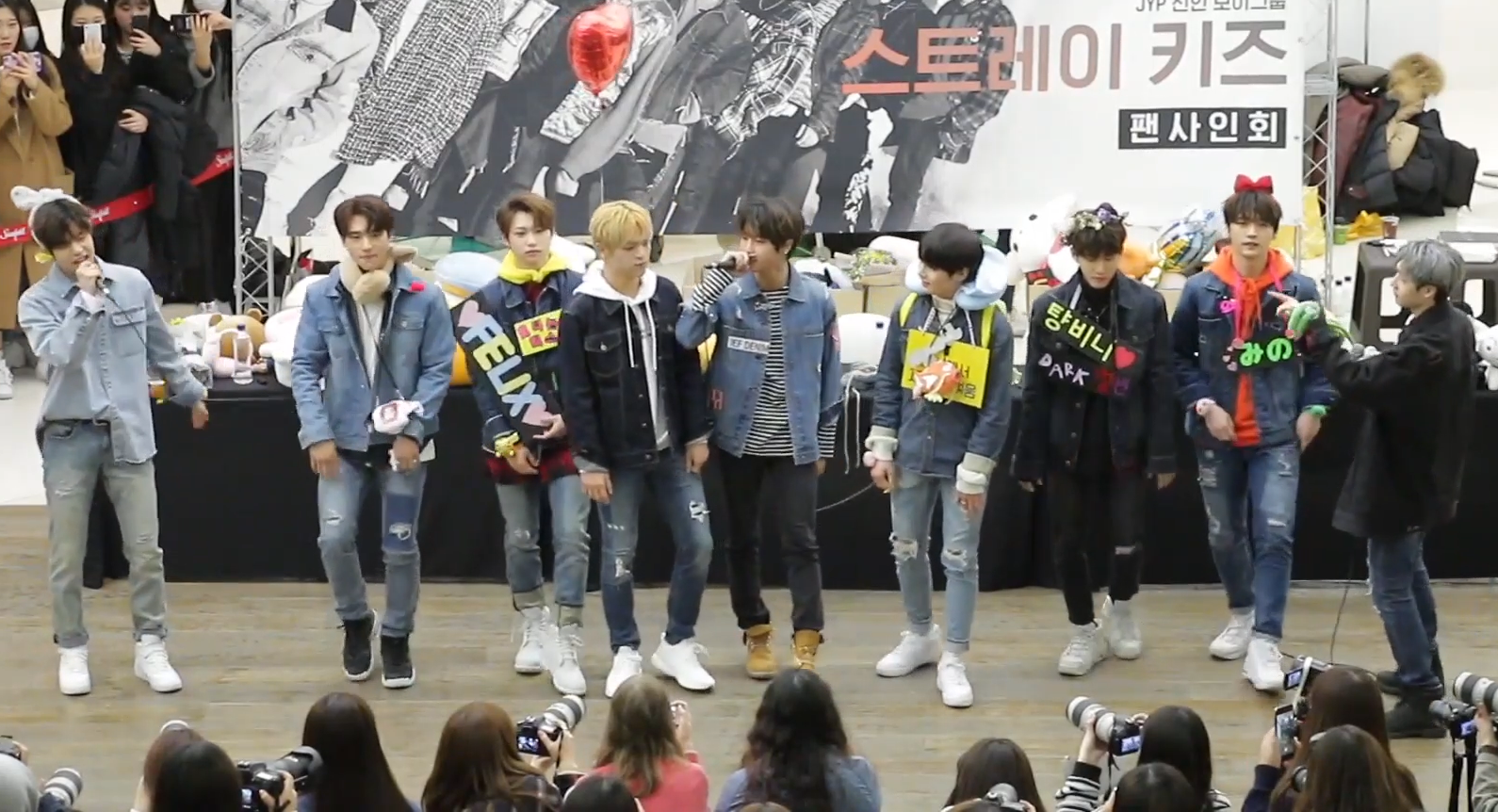
Stray Kids giao lưu cùng fan năm 2018

Ngày 5 tháng 3 năm 2018, JYP Entertainment công bố showcase ra mắt của nhóm có tựa đề Stray Kids Unveil: Op. 01: I Am Not, diễn ra tại sân vận động Jang Chung vào ngày 25 tháng 3 với 4500 chỗ ngồi. Stray Kids sẽ phát hành mini-album I Am Not vào ngày 26 với ca khúc chủ đề "District 9", trong khi video âm nhạc "Grow Up" và video thực hiện vũ đạo cho "Mirror" đã được phát hành vào ngày 31 tháng 3 và ngày 23 tháng 4. I Am Not đứng vị trí thứ tư trên Bảng xếp hạng album của Gaon và đã bán được hơn 54.000 bản vào tháng 3.
Ngày 14 tháng 4, Stray Kids đã biểu diễn tại KCON Japan 2018, buổi biễu diễn tại nước ngoài đầu tiên của nhóm.
Vào ngày 12 tháng 7, JYP đã công bố showcase thứ hai của nhóm mang tên Stray Kids Unveil (Op. 02: I Am Who) sẽ được tổ chức vào ngày 5 tháng 8 tại Cung diện Hòa bình của Đại học Kyung Hee. EP thứ hai của nhóm có tên I Am Who cùng với ca khúc chủ đề "My Pace", được phát hành vào ngày hôm sau.
Vào ngày 4 tháng 10, JYP Entertainment đã công bố showcase thứ ba của nhóm mang tên Stray Kids Unveil (Op. 03: I Am You), được tổ chức vào ngày 21 tháng 10 tại Hội trường Olympic. Ngày hôm sau, nhóm chính thức phát hành album I Am You.

### 2019: Lưu diễn Thế giới,Clé 1: Miroh,Clé 2: Yellow Wood,Clé: Levanter,Woojin rời nhóm
Vào ngày 25 tháng 3 năm 2019, Stray Kids phát hành mini-album thứ tư Clé 1: Miroh với bài hát chủ đề "MIROH" để kỷ niệm một năm ngày ra mắt của nhóm. Nhóm đã giành chiếc cúp đầu tiên trong chương trình âm nhạc vào ngày 4 tháng 4 trên M Countdown.
Ngày 19 tháng 6, nhóm đã phát hành album đặc biệt đầu tiên Clé 2: Yellow Wood, cùng với ca khúc chủ đề "Side Effects" (tiếng Hàn: 부작용) giữa chặng Mỹ và chặng châu Âu trong chuyến lưu diễn thế giới đầu tiên của nhóm.
Stray Kids phát hành đĩa đơn kỹ thuật số mang tên "Double Knot" vào ngày 9 tháng 10 và đồng thời bắt đầu tour diễn District 9 Unlock World Tour từ ngày 23 tháng 11 tại Hội trường Olympic, Seoul, Hàn Quốc.
Mini album thứ năm Clé: Levanter ban đầu được công bố cho phát hành vào ngày 25 tháng 11. Tuy nhiên, vào ngày 28 tháng 10, JYP Entertainment thông báo rằng Woojin đã rời nhóm vì lý do cá nhân và việc phát hành Clé: Levanter đã bị trì hoãn đến ngày 9 tháng 12.
Ngày 13 tháng 11, nhóm phát hành video âm nhạc "Astronaut", đĩa đơn đầu tiên của họ trên danh nghĩa một nhóm nhạc có 8 thành viên.
Vào ngày 9 tháng 12, Stray Kids chính thức phát hành Clé: Levanter, với ca khúc chủ đề "Levanter". Levanter đã giúp nhóm giành được chiếc cúp thứ hai trong sự nghiệp tại chương trình âm nhạc M Countdown ngày 19 tháng 12 năm 2019.
Nhóm đã phát hành đĩa đơn kỹ thuật số mang tên "Mixtape: Gone Days" vào ngày 26 tháng 12 năm 2019.

### 2020: World tourDistrict 9: Unlock,SKZ2020,GO生,IN生,ALL INvà Online concertUnlock: GO LIVE IN LIFE
Stray Kids phát hành phiên bản tiếng Anh đầu tiên của "Double Knot" và "Levanter" dưới dạng đĩa đơn kỹ thuật số, cùng với video trình diễn phiên bản tiếng Anh của "Double Knot" vào ngày 24 tháng 1 năm 2020.
Nhóm bắt đầu World tour District 9: Unlock tại Bắc Mỹ từ ngày 29 tháng 1 năm 2020 đến ngày 16 tháng 2 năm 2020.
Stray Kids ra mắt chính thức tại Nhật Bản vào ngày 18 tháng 3 năm 2020 với album tổng hợp SKZ2020, đây là bản thu mới các bài hát trước đó và bao gồm cả phiên bản tiếng Nhật của "My Pace", "Double Knot" và "Levanter" đã được phát hành dưới dạng đĩa đơn.
Stray Kids phát hành đĩa đơn kỹ thuật số thứ hai "Mixtape: On Track" (바보라도 알아) vào ngày 26 tháng 3 năm 2020.
Ngày 3 tháng 6 năm 2020, nhóm phát hành album tiếng Nhật đầu tiên có tên "TOP".
Stray Kids chính thức trở lại với album phòng thu đầu tiên của mình Go Live(GO生) vào ngày 17 tháng 6 năm 2020 cùng ca khúc chủ đề "神메뉴(God's Menu)" và 13 ca khúc khác trong album, bao gồm phiên bản tiếng Hàn của TOP và cả các đĩa đơn phát hành trước đó như Mixtape: Gone Days, Mixtape: On Track.  Ngày 5 tháng 7 năm 2020, nhóm phát hành video âm nhạc của "Easy" - một trong những ca khúc thuộc album Go Live.
Ngày 14 tháng 9 năm 2020, Stray Kids phát hành album tái bản đầu tiên mang tên In Life(IN生) với ca khúc chủ đề "Back Door" cùng 16 ca khúc khác, trong đó có 9 ca khúc đã được phát hành từ album Go Live(GO生). Album này đã mang lại cho nhóm thành tích lớn về doanh số album, thứ hạng cao trên các bảng xếp hạng âm nhạc Hàn Quốc và giành chiến thắng tại hai show âm nhạc Show Champion, M Countdown. Hai ca khúc "Ex" và "Any" sau đó đã được phát hành video âm nhạc riêng vào ngày 20 tháng 9 và 27 tháng 9.
Stray Kids tiếp tục phát hành mini album tiếng Nhật đầu tiên All In vào ngày 4 tháng 11 năm 2020 với ca khúc chủ đề "All In" đã được phát hành video âm nhạc vào ngày 20 tháng 10. Album gồm 7 ca khúc, trong đó có phiên bản tiếng Nhật của "God's Menu" và "Back Door".
Stray Kids thực hiện online concert đầu tiên của nhóm Unlock: Go Live In Life vào ngày 22 tháng 11 năm 2020. Ngày 26 tháng 11 năm 2020, nhóm cho ra mắt video vũ đạo của All In phiên bản tiếng Hàn.
Ngày 6 tháng 12 năm 2020, tại MAMA 2020, Stray Kids chính thức xác nhận tham gia chương trình thực tế sống còn Kingdom: Legendary war qua màn trình diễn cùng với Ateez và The Boyz.

### 2021: Tham giaKingdom: Legendary warvà giành chiến thắng chung cuộc, trở lại với album phòng thu thứ hai
Ngày 1 tháng 4 năm 2021, Stray Kids chính thức góp mặt trong chương trình thực tế sống còn mới của Mnet - Kingdom: Legendary war. Với thứ hạng tốt cùng các màn trình diễn nổi bật qua 4 vòng thi, nhóm đã giành chiến thắng với tổng điểm là 38.873.040 trong đêm chung kết của chương trình vào ngày 3 tháng 6 năm 2021.
Sau khi giành chiến thắng tại Kingdom, Stray Kids đã phát hành đĩa đơn kĩ thuật số thứ ba Mixtape:애 vào ngày 26 tháng 6 năm 2021. Bài hát đã đạt vị trí #1 iTunes của 32 quốc gia và vùng lãnh thổ. Bài hát cũng đạt vị trí #1 trên Billboard World Digital Song Sales. Sau Going Dumb(#5), Wolfgang(#4) thì đây là bài hát thứ 3 trong năm 2021 của Stray Kids xuất hiện trong bảng xếp hạng Billboard World Digital Song Sales và là lần thứ 26 trong sự nghiệp của nhóm tiến vào bảng xếp hạng này.
Sau gần một năm kể từ In Life, ngày 23 tháng 8 năm 2021, nhóm chính thức trở lại với album phòng thu thứ hai - NOEASY cùng bài hát chủ đề "소리꾼(Thunderous)". Lần trở lại này đã mang về cho nhóm những thành tích vượt trội về doanh số album, trở thành nhóm nhạc đầu tiên thuộc JYP Entertainment bán ra hơn 1 triệu bản album. Thứ hạng trên các bảng xếp hạng âm nhạc trong nước và quốc tế cũng rất nổi bật cùng với các chiến thắng trên các chương trình âm nhạc hàng tuần.
Hơn 3 tháng sau, ngày 29 tháng 11, Stray Kids trở lại với mini-album Christmas EveL và ca khúc chủ đề cùng tên. Album gồm 4 bài hát là Christmas EveL, 24 to 25, Winter Falls và DOMINO (English Ver.). Hai bài hát là "Christmas EveL" và "DOMINO (English Ver.)" được phát hành vào ngày 29 tháng 11, trong khi "Winter Falls" được phát hành 1 ngày sau đó và "24 to 25" được phát hành vào ngày 5 tháng 12. Stray Kids thông báo nhóm sẽ không quảng bá ca khúc trên bất kỳ chương trình âm nhạc nào, như là một món quà dành tặng người hâm mộ đã gửi đến nhóm sự ủng hộ và yêu thương nồng nhiệt trong năm 2021.

### 2022: "ODDINARY" vàchuyến lưu diễn thế giới lần thứ 2Maniac, trở lại với mini album thứ 7 mang tên "MAXIDENT"
Vào ngày 10 tháng 2 năm 2022, công ty quản lý của nhóm thông báo rằng Stray Kids đã ký hợp đồng với Republic Records để quảng bá tại Hoa Kỳ như một phần trong quan hệ đối tác chiến lược của JYP Entertainment với hãng, cùng với nhóm nhạc cùng công ty Itzy.  Nhóm đã tổ chức buổi gặp gỡ người hâm mộ thứ hai #LoveSTAY 'SKZ's Chocolate Factory' từ ngày 12 đến 13 tháng 2 tại Hội trường Olympic; ngày thứ hai của cuộc họp được phát sóng trên Beyond Live.
Stray Kids đã phát hành mini album thứ 6 ''ODDINARY'' vào ngày 18 tháng 3, với bài hát chủ đề "MANIAC". Album đứng đầu bảng xếp hạng ở Hàn Quốc, Phần Lan, Ba Lan và Hoa Kỳ. ''ODDINARY'' đã trở thành album đầu tiên của Stray Kids xuất hiện trên Billboard 200 và giúp họ trở thành nghệ sĩ Hàn Quốc thứ ba trong lịch sử đứng đầu bảng xếp hạng này, sau BTS và SuperM. EP đã bán được hơn 1,5 triệu bản vào tháng 3, trở thành album bán chạy nhất của nhóm lúc đó và là album bán được triệu bản thứ hai sau Noeasy. Để ủng hộ ODDINARY, Stray Kids đã công bố chuyến lưu diễn thế giới thứ 2 "Maniac" vào ngày 6 tháng 3, dự kiến bắt đầu vào cuối tháng 4 tại Seoul, Hàn Quốc, sau đó là các buổi biểu diễn ở Nhật Bản và Hoa Kỳ.
Stray Kids sẽ phát hành mini album thứ 2 ''CIRCUS'' và bài hát chủ đề cùng tên tại Nhật Bản vào ngày 22 tháng 6. CIRCUS ra mắt ở vị trí thứ hai trên bảng xếp hạng Oricon Albums Chart và đứng đầu bảng xếp hạng Billboard Japan Hot Albums.
Ngày 7 tháng 10 năm 2022, Stray Kids chính thức trở lại với mini album thứ 7 mang chủ để về tình yêu mang tên "MAXIDENT" với bài hát chủ đề "CASE 143" vào ngày 7 tháng 10. Đây là lần đầu tiên nhóm thử sức với concept tình yêu chưa từng có trước đây nhưng vẫn giữ được bản sắc vốn có của Stray Kids. MAXIDENT về thuơng mại đã đứng đầu các bảng xếp hạng ở Hàn Quốc, Croatia, Ba Lan và Hoa Kỳ, đồng thời lọt vào top 10 ở Úc, Bỉ, Đan Mạch, Phần Lan, Hungary, Nhật Bản, Litva, New Zealand, Thụy Điển và Thụy Sĩ. Mini-album này đã trở thành album đầu tiên của nhóm vượt mốc 2 triệu bản tiêu thụ. MAXIDENT đã trở thành album thứ 2 của nhóm đứng đầu bảng xếp hạng Billboard 200 của Mỹ và giúp Stray Kids trở thành nhóm nhạc K-pop thứ 2 trong lịch sử có trên 1 lần đứng đầu bảng xếp hạng này, sau BTS. Album lần này đã được Hiệp hội nội dung âm nhạc Hàn Quốc (KMCA) chứng nhận là bán được ba triệu bản, khiến nó trở thành một trong những album bán chạy nhất ở Hàn Quốc và giành được Album Bonsang tại Lễ trao giải Golden Dics Award lần thứ 37. Thành tích của bài hát này trên các chương trình âm nhạc hàng tuần cũng vô cùng nổi bật khi san bằng kỷ lục của THUNDEROUS. Stray Kids đã trở thành nghệ sĩ K-pop duy nhất có trên 1 lần đứng đầu bảng xếp hạng Billboard 200 của Mỹ vào năm 2022.

### 2023:THE SOUND,5-STARvàchuyến lưu diễn 5-Star Dome Tour 2023, Social Path / Super Bowl (Japanese Ver.)vàROCK-STAR
Vào ngày 22 tháng 2, Stray Kids đã trở lại với album phòng thu tiếng Nhật đầu tiên trong sự nghiệp của nhóm mang tên "THE SOUND" với bài hát chủ đề cùng tên. Album này đã giúp nhóm đứng đầu bảng xếp hạng Oricon Albums Chart và Billboard Japan Hot Albums.
Vào ngày 2 tháng 6, Stray Kids chính thức trở lại đường đua âm nhạc với album 5-STAR và bài hát chủ đề "S-Class". Lượng đặt trước của album 5-STAR đã phá vỡ kỷ lục của album FML của Seventeen với 5,13 triệu bản để trở thành album có lượng đặt trước cao nhất trong lịch sử Kpop vào thời điểm đó. Ngày 11 tháng 6 (giờ New York), Billboard thông báo, album 5-STAR chính thức đạt No.1. Đây là lần thứ ba nhóm đạt được vị trí này trên bảng xếp hạng Billboard 200 của Mỹ. 5-STAR đã trở thành album Kpop thứ 2 nằm trong top 60 BXH Billboard 200 của Mỹ trong vòng 9 tuần liên tiếp, giúp Stray Kids san bằng kỉ lục của BTS. Trên các chương trình âm nhạc hàng tuần, thành tích của S-Class đã san bằng kỷ lục của THUNDEROUS và CASE 143. S-Class đã dành chiến thắng cho đề cử "Best K-pop" tại MTV Video Music Awards 2023 sau khi vượt qua các bài hát Girls của aespa, Pink Venom của BLACKPINK, Cupid của FIFTY FIFTY, Super của SEVENTEEN và Sugar Rush Ride của TXT. Ngày 19 tháng 11 (theo giờ New York), 5-STAR chính thức vượt qua Face của Jimin (BTS), Get Up của NewJeans, The Name Chapter: Temptation của TXT và Ready to Be của Twice để giành giải thưởng "Top K-pop Album" tại Billboard Music Awards 2023.
Sau khi kết thúc đợt quảng bá S-Class, vào chiều ngày 23 tháng 6, JYP Entertainment đã phát hành áp phích của buổi fan meeting thứ 3 của nhóm với tên gọi "PILOT: FOR 5 STAR" trên kênh SNS chính thứ của họ. Buổi fan meeting của Stray Kids được tổ chức tại nhà thi đấu Thể dục dụng cụ Olympic (KSPO Dome) vào lúc 18h ngày 1 tháng 7 và 17h ngày 2 tháng 7.
Trước đó, vào ngày 12 tháng 6, Stray Kids thông báo rằng nhóm sẽ tổ chức chuyến lưu diễn mang tên "5-Star Dome Tour" tại Hàn Quốc và Nhật Bản. Tour diễn của Stray Kids sẽ khởi động từ PayPay Dome ở Fukuoka vào ngày 16 và 17 tháng 8, sau đó tiếp tục tại Vantelin Dome ở Nagoya vào ngày 2 và 3 tháng 9, Kyocera Dome ở Osaka vào ngày 9 và 10 tháng 9, Gocheok Sky Dome ở Seoul vào ngày 21 và 22 tháng 10 và kết thúc tại Tokyo Dome ở thủ phủ Nhật Bản - Tokyo vào ngày 28 và 29 tháng 10.
Ngày 5 tháng 9, sau 7 tháng kể từ album THE SOUND, Stray Kids chính thức trở lại thị trường Nhật Bản với mini-album Social Path / Super Bowl (Japanese Ver.) và bài hát chủ đề "Social Path". Mini-album được phát hành vào ngày 6 tháng 9, thông qua Epic Records Janpan. Nó đã được coi là "EP đầu tiên tại Nhật Bản" của nhóm, mặc dù có hai mini-album trước đó là All In (2020) và Circus (2022). Khi ra mắt, Social Path / Super Bowl (Japanese Ver.) đã giúp nhóm đạt được vị trí số một trên Bảng xếp hạng Album Oricon và Album Hot Billboard Nhật Bản. Bài hát chủ đề Social Path còn có sự xuất hiện của ca sĩ kiêm nhạc sĩ người Nhật LiSa. Album gồm ba bài hát là Social Path (feat. LiSa), Super Bowl (Japanese ver.) và Butterflies. Phiên bản tiếng Nhật của "Super Bowl" được phát hành vào ngày 9 tháng 8, trong khi Social Path và Butterflies được phát hành vào ngày 29 tháng 8.
Ngày 10 tháng 11, sau hơn 5 tháng kể từ album 5-STAR, Stray Kids chính thức comeback với mini-album ROCK-STAR và bài hát chủ đề "락 (樂) (LALALALA)". Mini-album này có 8 ca khúc, trong đó có một đĩa đơn là "LALALALA". Ngày 19 tháng 11, Billboard thông báo, ROCK-STAR chính thức đạt No.1. Đĩa đơn "LALALALA" đã trở thành ca khúc đầu tiên của Stray Kids lọt vào bảng xếp hạng Billboard Hot 100 ở vị trí thứ 90, giúp Stray Kids trở thành nhóm nhạc gen4 đầu tiên có bài hát lọt vào bảng xếp hạng này. ROCK-STAR đã đưa Stray Kids trở thành nghệ sĩ K-pop đạt 4 lần đứng đầu bảng xếp Billboard nhanh nhất (gần 20 tháng), nghệ sĩ nhanh nhất toàn cầu làm được điều này kể từ Taylor Swift giai đoạn 2020-2021 và nghệ sĩ đầu tiên có 4 lần đầu lọt bảng xếp hạng Billboard đều ở No.1 kể từ Alicia Keys giai đoạn 2001 - 2007. Bài hát chủ đề "LALALALA" dành được 3 chiến thắng trên các chương trình âm nhạc hàng tuần. Ngoài Mỹ, Rock-Star còn đứng đầu bảng xếp hạng ở Hàn Quốc, Áo, Hungary, Nhật Bản và Ba Lan.

### 2024:Lose My Breath,ATEvàchuyến lưu diễn thế giới dominATE, GIANT,HOP
Vào ngày 17 tháng 4, Stray Kids thông báo rằng sẽ cho ra mắt ca khúc Lose My Breath kết hợp cùng Charlie Puth vào ngày 10 tháng 5. Sau đó, vào ngày 9 tháng 5, Stray Kids giới thiệu bài hát này trong video "Intro: Lose My Breath". Vào ngày 13 tháng 5, Stray Kids cho ra hai phiên bản phối lại của Lose My Breath, bao gồm phiên bản của riêng Stray Kids được thêm lời rap vào, phiên bản garage nhẹ nhàng.
Vào ngày 18 tháng 6, Stray Kids thông báo sẽ cho ra mắt mini album ATE vào ngày 19 tháng 7 với bài hát chủ đề "Chk Chk Boom".
Vào ngày 24 tháng 8, Stray Kids chính thức khởi động chuyến lưu diễn dominATE.
Vào ngày 12 tháng 11, Stray Kids ra mắt album phòng thu GIANT ở Nhật Bản với bài hát chủ đề cùng tên.
Vào ngày 15 tháng 11, Stray Kids thông báo sẽ cho ra mắt mixtape HOP vào ngày 13 tháng 12 với bài hát chủ đề "Walkin On Water". Trong mixtape này có các bài hát như "Bounce Back", "U (kết hợp với rapper người Canada Tablo)", "Walkin On Water phiên bản HIP" và 8 bài hát solo của 8 thành viên trong nhóm.

### 2025:Mixtape: dominATE và KARMA
Vào ngày 21 tháng 3, Stray Kids cho ra mắt đĩa đơn kỹ thuật số Mixtape: dominATE bao gồm 5 ca khúc: "GIANT bản Hàn", "Burnin' Tires (Changbin & I.N)", "Truman (HAN & Felix)", "ESCAPE (Bang Chan & Hyunjin)", "CINEMA (Lee Know & Seungmin)."
Vào ngày 25 tháng 7, Stray Kids thông báo sẽ cho ra mắt full album thứ tư KARMA, đánh dấu sự trở lại đầy kỳ vọng của Stray Kids sau 2 năm kể từ full album gần đây nhất là 5-STAR.

## Thành viên
- Chú thích: In đậm là nhóm trưởng

| Nghệ danh           | Nghệ danh | Nghệ danh    | Tên khai sinh         | Tên khai sinh    | Tên khai sinh                | Tên khai sinh | Tên khai sinh    | Linh vật đại diện (SKZOO) | Unit        | Ngày sinh         | Nơi sinh           | Quốc tịch |
| Latinh              | Hangul    | Kana         | Latinh                | Hangul           | Kana                         | Hanja         | Hán Việt         | Linh vật đại diện (SKZOO) | Unit        | Ngày sinh         | Nơi sinh           | Quốc tịch |
| Thành viên hiện tại |           |              |                       |                  |                              |               |                  |                           |             |                   |                    |           |
| Bang Chan           | 방찬      | バンチャン   | Bang Chan             | 방찬             | バン・チャン                 | 方燦          | Bàng Xán         | Sói (Wolf Chan)           | 3RACHA      | 3 tháng 10, 1997  | Seoul, Hàn Quốc    | Úc        |
| Bang Chan           | 방찬      | バンチャン   | Christopher Chan Bang | 크리스토퍼 찬 방 | クリストファー・チャン・バン | 方燦          | Bàng Xán         | Sói (Wolf Chan)           | 3RACHA      | 3 tháng 10, 1997  | Seoul, Hàn Quốc    | Úc        |
| Lee Know            | 리노      | リノ         | Lee Min-ho            | 이민호           | イ・ミンホ                   | 李旻浩        | Lý Mân Hạo       | Thỏ (Leebit)              | Dance Racha | 25 tháng 10, 1998 | Gimpo, Hàn Quốc    | Hàn Quốc  |
| Changbin            | 창빈      | チャンビン   | Seo Chang-bin         | 서창빈           | ソチャンビン                 | 徐彰彬        | Từ Chương Bân    | Thỏ heo (DWAEKKI)         | 3RACHA      | 11 tháng 8, 1999  | Yongin, Hàn Quốc   | Hàn Quốc  |
| Hyunjin             | 현진      | ヒョンジン   | Hwang Hyun-jin        | 황현진           | ファン・ヒョンジン           | 黃鉉辰        | Hoàng Huyền Thìn | Chồn sương (Jiniret)      | Dance Racha | 20 tháng 3, 2000  | Seoul, Hàn Quốc    | Hàn Quốc  |
| HAN                 | 한        | ハン         | Han Ji-sung           | 한지성           | ハン・ジソン                 | 韓知城        | Hàn Tri Thành    | Quokka (HAN QUOKKA)       | 3RACHA      | 14 tháng 9, 2000  | Incheon, Hàn Quốc  | Hàn Quốc  |
| Felix               | 필릭스    | フィリックス | Felix Yongbok Lee     | 필릭스 용복 리   | フェリックス・ヨンボク・リー | 李龍馥        | Lý Long Phục     | Gà con (BbokAri)          | Dance Racha | 15 tháng 9, 2000  | Sydney, Úc         | Úc        |
| Felix               | 필릭스    | フィリックス | Lee Yong-bok          | 이용복           | イ・ヨンボク                 | 李龍馥        | Lý Long Phục     | Gà con (BbokAri)          | Dance Racha | 15 tháng 9, 2000  | Sydney, Úc         | Úc        |
| Seungmin            | 승민      | スンミン     | Kim Seung-min         | 김승민           | スンミン                     | 金昇玟        | Kim Thăng Mân    | Cún (PuppyM)              | Vocal Racha | 22 tháng 9, 2000  | Seoul, Hàn Quốc    | Hàn Quốc  |
| I.N                 | 아이엔    | アイエン     | Yang Jeong-in         | 양정인           | ヤン・ジョンイン             | 梁精寅        | Lương Tinh Dần   | Cáo sa mạc (FoxI.Ny)      | Vocal Racha | 8 tháng 2, 2001   | Busan, Hàn Quốc    | Hàn Quốc  |
| Cựu thành viên      |           |              |                       |                  |                              |               |                  |                           |             |                   |                    |           |
| Woojin              | 우진      | ウジン       | Kim Woo-jin           | 김우진           | キム・ウジン                 | 金宇珍        | Kim Vũ Trân      | -                         | Vocal Racha | 8 tháng 4, 1997   | Gyeonggi, Hàn Quốc | Hàn Quốc  |

## Danh sách đĩa nhạc
- Mixtape (2017)
- I Am Not (2018)
- I Am Who (2018)
- I Am You (2018)
- Clé 1: Miroh (2019)
- Clé 2: Yellow Wood (2019)
- Double Knot (2019)
- Clé: Levanter
- Mixtape: Gone Days (2019)
- SKZ2020 (2020)
- Mixtape: On Track (2020)
- TOP (2020)
- Go Live (2020)
- In Life (2020)
- All In (2020)
- Mixtape: OH (2021)
- Noeasy (2021)
- Christmas EveL (2021)
- Oddinary (2022)
- Circus (2022)
- Mixtape: Time Out (2022)
- SKZ-Replay (2022)
- Maxident (2022)
- THE SOUND (2023)
- 5-STAR (2023)
- Social Path / Super Bowl (Japanese Ver.) (2023)
- ROCK-STAR (2023)
- Lose My Breath (2024)
- ATE (2024)
- HOP (2024)
- Mixtape: dominATE (2025)

## Dẫn chương trình
| Năm         | Kênh       | Tên               | Thành viên       | Ghi chú                               |
| ----------- | ---------- | ----------------- | ---------------- | ------------------------------------- |
| 2018        | Arirang TV | After School Club | Bang Chan        | MC đặc biệt ngày 13/6 (tập 320)       |
| 2018        | Mnet       | M Countdown       | Seungmin         | MC đặc biệt ngày 4/4                  |
| 2018        | Mnet       | KCON 2018 NY      | Bang Chan, Felix | MC ngày 23/6                          |
| 2018        | Arirang TV | After School Club | Bang Chan        | MC đặc biệt ngay 18/7 (tập 325)       |
| 2018        | Arirang TV | After School Club | Seungmin         | MC cố định từ ngày 24/7 đến 25/12     |
| 2018        | Mnet       | M Countdown       | Seungmin         | MC đặc biệt ngày 23/8                 |
| 2019        | SBS        | Inkigayo          | Hyunjin          | MC đặc biệt từ 20/1 đến 3/2           |
| 2019        | Arirang TV | Simply K-Pop      | Felix            | MC đặc biệt ngày 1/2                  |
| 2019        | Mnet       | M Countdown       | Felix, Seungmin  | MC đặc biệt ngày 28/03                |
| 2019        | MBC M      | Show Champion     | Felix            | MC đặc biệt ngày 10/4                 |
| 2019        | MBC M      | Show Champion     | Lee Know         | MC đặc biệt ngày 19/4                 |
| 2019        | MBC        | Show! Music Core  | Hyunjin          | MC đặc biệt ngày 21/9                 |
| 2019        | Mnet       | M Countdown       | Seungmin         | MC đặc biệt ngày 20/6                 |
| 2019        | KBS World  | We K-pop          | Seungmin         | MC cố định từ 12/7 đến 11/10          |
| 2019        | Mnet       | M Countdown       | Felix, Seungmin  | MC đặc biệt ngày 10/10                |
| 2019        | MBC M      | Show! Music Core  | I.N              | MC đặc biệt ngày 21/9 và 28/12        |
| 2019 - 2020 | MBC M      | Show! Music Core  | Hyunjin          | MC cố định từ 16/2/2019 đến 1/8/2020  |
| 2019 - 2020 | Arirang    | Pops In Seoul     | Felix            | MC cố định từ 1/7/2019 đến 3/1/2020   |
| 2020        | MBC M      | Show! Music Core  | Han              | MC đặc biệt ngày 10/10                |
| 2020        | MBC M      | Show! Music Core  | Han              | MC đặc biệt ngày 16/10                |
| 2020        | MBC M      | Show! Music Core  | Felix, Seungmin  | MC đặc biệt ngày 18/4/2020            |
| 2020-2021   | MBC M      | Show! Music Core  | Hyunjin          | MC cố định từ 27/6/2020 đến 13/2/2021 |
| 2021-2023   | MBC M      | Show! Music Core  | Lee Know         | MC cố định từ 14/8/2021 đến 4/11/2023 |
| 2022        | MBC M      | Weekly Idol       | Seungmin         | MC đặc biệt ngày 16/3                 |
| 2022        | MBC M      | Show! Music Core  | HAN              | MC đặc biệt ngày 25/3                 |
| 2022        | MBC M      | Weekly Idol       | Changbin         | MC đặc biệt ngày 17/8                 |
| 2022        | MBC M      | Show! Music Core  | Seungmin         | MC đặc biệt ngày 8/10                 |
| 2022        | MBC M      | Show! Music Core  | HAN              | MC đặc biệt ngày 22/10                |
| 2022        | SBS        | Inkigayo          | I.N              | MC đặc biệt ngày 23/10                |
| 2022        | Mnet       | KCON LA           | Bang Chan        | MC đặc biệt ngày 3 (18/11)            |
| 2023        | MBC        | Show! Music Core  | Changbin         | MC đặc biệt ngày 23/6                 |
| 2023        | Mnet       | KCON LA           | Bang Chan        | MC đặc biệt ngày 3 (20/8)             |

## Danh sách phim

### Chương trình thực tế
- Stray Kids (Mnet)
- Spot Kids
- The 9th Mùa 1
- The 9th Mùa 2
- The 9th Mùa 3
- The 9th Mùa 4
- The 9th Mùa 5
- SKZ & SKZ
- CHOISKZ
- SKZ's HONEY-TIPS
- Two Kids Room
- One Kid Room
- Two Kids Room +1
- SKZ-Talker
- SKZ-Player
- Finding Stray Kids
- SKZ-VLOG
- SKZ-RECORD
- Two Kids Song
- Finding Stray Kids: God Edition Mùa 2
- ❤️ Kids Room
- SKZ-ASMR
- SKZ-PRACTICE ROOM
- SKZ-CODE
- Kingdom: Legendary War (Mnet, 2021)[115][116]
- SKZ-SONG CAMP
- 2 Kids Room
- Finding Stray Kids: Get Edition

## Đại sứ thương hiệu
Trước khi Stray Kids ra mắt chính thức, 9 thành viên đã được chọn làm người mẫu cho Jambangee Jeans vào năm 2018, được công bố vào ngày 13 tháng 2 với bộ sưu tập mùa xuân của thương hiệu. Vào ngày 26 tháng 6, họ đã được chọn là người mẫu độc quyền của Ivy Club cho học kỳ mùa thu 2018. Vào ngày 19 tháng 7, họ đã nhận được hợp đồng quảng cáo đầu tiên với Minute Maid Sparkling. Năm ngày sau, nhóm đã được chọn làm người mẫu quảng cáo cho "Youth Brand Festival" của CGV từ ngày 24 tháng 7 đến ngày 31 tháng 8. Vào ngày 19 tháng 9, Stray Kids đã được chọn làm đại sứ mới nhất của Lotte Duty Free. Điều này được công bố trên các tài khoản YouTube và Instagram chính thức của Lotte Duty Free. Vào ngày 16 tháng 10, Stray Kids đã trở thành người mẫu mới của thương hiệu đồ thể thao Hàn Quốc, Pro-Specs. Vào ngày 1 tháng 2 năm 2021, Stray Kids đã chính thức trở thành người mẫu mới của thương hiệu mỹ phẩm CLIO. Ngày 8 tháng 6 năm 2021, nhóm chính thức hợp tác với thương hiệu thời trang WEGO tại Nhật Bản. Vào ngày 6 tháng 9 năm 2021, Stray Kids chính thức trở thành đại sứ thương hiệu toàn cầu cho thương hiệu mỹ phẩm Hàn Quốc - Nacific.
Ngày 20 tháng 7 năm 2023, Hyunjin được Versace công bố là Đại sứ toàn cầu của hãng. Ngày 22 tháng 8 năm 2023, Felix chính thức trở thành House Ambassador của Louis Vuitton.
Ngày 11 tháng 9 năm 2023, Stray Kids trở thành Đại sứ châu Á của hãng Tommy Hilfiger.

## Chương trình âm nhạc

### Show Champion
| Năm  | Ngày        | Bài hát        |
| ---- | ----------- | -------------- |
| 2020 | 23 tháng 9  | "Back Door"    |
| 2021 | 1 tháng 9   | "Thunderous"   |
| 2021 | 8 tháng 9   | "Thunderous"   |
| 2022 | 30 tháng 3  | "MANIAC"       |
| 2022 | 12 tháng 10 | "CASE 143"     |
| 2022 | 19 tháng 10 | "CASE 143"     |
| 2023 | 7 tháng 6   | "S-Class"      |
| 2023 | 14 tháng 6  | "S-Class"      |
| 2023 | 15 tháng 11 | "LALALALA"     |
| 2024 | 31 tháng 7  | "Chk Chk Boom" |
| 2024 | 7 tháng 8   | "Chk Chk Boom" |
| 2024 | 14 tháng 8  | "Chk Chk Boom" |

### M Countdown
| Năm  | Ngày        | Bài hát           | Điểm |
| ---- | ----------- | ----------------- | ---- |
| 2019 | 4 tháng 4   | "MIROH"           | 5870 |
| 2019 | 19 tháng 12 | "Levanter"        | —    |
| 2020 | 24 tháng 9  | "Back Door"       | 7086 |
| 2021 | 2 tháng 9   | "Thunderous"      | 7180 |
| 2021 | 9 tháng 9   | "Thunderous"      | 9421 |
| 2022 | 13 tháng 10 | "CASE 143"        | 7658 |
| 2022 | 20 tháng 10 | "CASE 143"        | —    |
| 2023 | 8 tháng 6   | "S-Class"         | 6720 |
| 2023 | 15 tháng 6  | "S-Class"         | —    |
| 2024 | 25 tháng 7  | "Chk Chk Boom"    | —    |
| 2025 | 9 tháng 1   | "Walkin On Water" | 8656 |

### Music Bank
| Năm  | Ngày        | Bài hát           | Điểm  |
| ---- | ----------- | ----------------- | ----- |
| 2021 | 3 tháng 9   | "Thunderous"      | 6686  |
| 2021 | 10 tháng 12 | "Christmas EveL"  | 4620  |
| 2022 | 25 tháng 3  | "MANIAC"          | 10596 |
| 2022 | 14 tháng 10 | "CASE 143"        | 11168 |
| 2022 | 21 tháng 10 | "CASE 143"        | 8113  |
| 2023 | 9 tháng 6   | "S-Class"         | 13481 |
| 2023 | 16 tháng 6  | "S-Class"         | 8333  |
| 2023 | 17 tháng 11 | "LALALALA"        | 10481 |
| 2024 | 26 tháng 7  | "Chk Chk Boom"    | 11462 |
| 2024 | 16 tháng 8  | "Chk Chk Boom"    | 8031  |
| 2024 | 20 tháng 12 | "Walkin On Water" | 8556  |
| 2024 | 27 tháng 12 | "Walkin On Water" | 5599  |

### Show! Music Core
| Năm  | Ngày        | Bài hát    | Điểm |
| ---- | ----------- | ---------- | ---- |
| 2023 | 18 tháng 11 | "LALALALA" | 6901 |

### Inkigayo
| Năm  | Ngày      | Bài hát      | Điểm |
| ---- | --------- | ------------ | ---- |
| 2021 | 5 tháng 9 | "Thunderous" | 6116 |